# ジョン・ヴァーニー (初代ファーマナ子爵)
初代ファーマナ子爵ジョン・ヴァーニー（英語: John Verney, 1st Viscount Fermanagh、1640年11月5日 – 1717年6月23日）は、イギリスの政治家、アイルランド貴族。1662年から1674年までレヴァント会社の商人を務めた後、財を成して帰国し、3度の落選を経て1710年イギリス総選挙で庶民院議員に当選した。議会ではトーリー党に所属し、1717年に現職議員のまま死去した。

## 生涯

### 生い立ち
初代準男爵サー・ラルフ・ヴァーニーと妻メアリー（ジョン・ブラックナルの娘）の息子として、1640年11月5日に生まれた。父が厳粛な同盟と契約（1643年）への署名を拒否して海外逃亡すると、ヴァーニーは最初はクレイドンに留まったが、7歳のときにフランス王国のブロワで両親と再会した。1648年から1653年まで同地で家庭教師による教育を受けたが、父がカトリックの汚名を恐れて家庭教師を解雇し、代わりにフランス人のプロテスタント聖職者を家庭教師に雇った。1653年に帰国すると、ヴァーニーはバーン・エルムズの学校でジェームズ・フリートウッドの指導を受け、フリートウッドが1655年に教師業を禁じられるとヴァーニーはケンジントンの学校に送られ、そこでサミュエル・ターバーヴィル（Samuel Turberville）の指導を受けた。ヴァーニーは文法やラテン語を学んだが、弁護士への興味はなく、代わりに商人になることを望み、1659年6月より商人としての教育を受けるようになった。

### 一介の商人として
1659年12月31日、父の仕送りを受けてレヴァント会社の商人サー・ガブリエル・ロバーツ（Sir Gabriel Roberts、1635年 – 1715年）の見習いになり、1662年4月末にオスマン帝国領イスケンデルンに向けて出発した。最初は資金や人脈の欠如に苦しんだが、やがて富をなし、1674年8月に帰国したときには6,000ポンドの財産を所有した。ヴァーニーはこの12年間に主にアレッポに滞在したが、それ以外にもメソポタミアやキプロスなど多くの地域を訪れた。
帰国後は1674年末にレヴァント会社とワイン商名誉組合の組合員（liveryman、正式会員）になり、1679年から1681年まで、1686年から1688年まで、1691年から1692年まで、1696年から1697年までの4度にわたって王立アフリカ会社のassistantを務め、1695年ごろから1699年ごろまでベツレヘム病院の理事を務めた。ただし、ロンドンの地方自治体（コーポレーション、corporation）の役職には就かなかった。この時期における政治への関わりとしては排除法危機で反カトリックの一市民として議会に出席し、カトリック陰謀事件では裁判に出席して、事件に関するパンフレットを収集した。

### 遺産継承と政界進出
1680年代末に兄エドマンド（Edmund、1688年没）とその息子ラルフ（Ralph、1686年没）とエドマンド（1690年没）が相次いで死去すると、父の法定推定相続人としてクレイドンの地所を継承する予定になった。1690年代にも貿易を続けたものの、イギリス国債、イギリス東インド会社、イングランド銀行などにも投資するようになった。1696年9月24日に父が死去すると、準男爵位を継承した。これに伴いロンドンから地所のあるバッキンガムシャーに引っ越し、直後の1696年12月にバッキンガムシャー選挙区の補欠選挙に出馬したが、立候補表明が遅い上政界での経験も少なかったため、支持を得られず、得票数3位（263票）で落選した。
1697年に第3代準男爵サー・リチャード・テンプルが死去して、バッキンガム選挙区で補欠選挙が行われると、ヴァーニーは出馬を噂されたが、自身が「市民にとっては見知らぬ人」だとして一旦は辞退した。1698年イングランド総選挙では第2代ニューヘイヴン子爵ウィリアム・チェイニー、第2代カーナーヴォン伯爵チャールズ・ドーマー、初代アビンドン伯爵ジェームズ・バーティー（いずれもトーリー党所属）の後押しを受けて、バッキンガムシャー選挙区から再び出馬したが、選挙直前の立候補表明だったため、選挙活動を4日間しか行えず、やはり落選した。『英国下院史』の評するところでは「自信のない」（lacking in self-belief）選挙活動だったが、2位で当選したグッドウィン・ウォートンとは僅差だった。同年にバッキンガム選挙区のアレクサンダー・デントン議員が死去すると、その息子エドマンドが補欠選挙での出馬を表明したほか、トーリー党からヴァーニーとロジャー・プリース（Roger Price）も出馬したため、トーリー党の票が2人の間で分割されることになった。ヴァーニーが病気になったため、候補を1人に絞る努力はプリースに集中されたが失敗、結局エドマンドが当選した。
1701年イングランド総選挙で三たびバッキンガムシャー選挙区から出馬するも得票数4位（705票）で落選、バッキンガム選挙区に駆けつけてプリースを支持するもプリースは再び落選した。以降1709年まで選挙活動を行わなくなったものの、政界引退する気はなく、度々議会での立法について意見した。アン女王が即位した後、ヴァーニーはおそらくニューヘイヴン子爵の要請により1703年6月17日にアイルランド貴族であるキャバン県におけるベルターベットのヴァーニー男爵とファーマナ県子爵（ただし、一般的には「ファーマナ子爵」と呼称される）に叙された。

### 議員として
1710年イギリス総選挙でバッキンガムシャー選挙区から出馬した。このとき、トーリー党からはファーマナ子爵と初代準男爵サー・ヘンリー・シーモアが出馬しており、ホイッグ党からは現職議員のリチャード・ハムデンとエドマンド・デントンが出馬した。トーリー党が有権者の債権を買い上げつつ、支払いを選挙申し立て期間の後に延期してトーリー党候補に投票させたことに対し、ホイッグ党はファーマナ子爵をアイルランド貴族としてこき下ろし（ただし、ファーマナ子爵はアイルランドに向かったことはなかった）でシーモアを「フランス化」（Frenchify）して外国人扱いにするという戦略をとった。結果的にはファーマナ子爵（2,161票）とデントン（2,157票）が僅差で当選した。4度目の出馬にしてようやくの当選だった。
1710年11月、議会の開会直前にロンドンに到着したが、数日後には風邪により病欠し、以降回復と病欠を繰り返した。1713年イギリス総選挙では引退する意思だったが、ニューヘイヴン子爵の説得を受けて再選に同意、バッキンガムシャー選挙区で再選した（得票数2位、2,018票）。この選挙では保険としてアマーシャム選挙区からも出馬して無投票で当選（ただし、アマーシャム選挙区での当選に100ポンド以上を費やした）、バッキンガムシャー選挙区の代表として議員を務めることを選択した。また、病気によりバッキンガム選挙区での投票には辞退した。
1715年イギリス総選挙では老齢と健康を理由にバッキンガムシャー選挙区からの出馬を拒否したため、トーリー党はバッキンガムシャー選挙区でホイッグ党と妥協し、1議席ずつ指名することを余儀なくされた。この出馬拒否について、『オックスフォード英国人名事典』は1713年にアマーシャム選挙区で重複当選したとき、議席が息子ラルフに与えられなかったことも理由として挙げている（ラルフはファーマナ子爵の死に伴い、1717年にアマーシャム選挙区で行われた補欠選挙で当選した）。ファーマナ子爵自身は説得を受けてアマーシャム選挙区から出馬、無投票で当選した。1715年以降の投票記録では1716年に七年議会法案に反対票を投じた記録が残っている。

### 死去
1709年にアイルランド議会に召喚されたとき、すでに70歳近くで結石、痛風、疝痛など多くの病気を患っているとこぼし、3か月間家で休養しなければならなかったためダブリンまで向かうことはできないと返答しており、以降も議会で病欠を繰り返すなど晩年の健康悪化が明らかだった。
1717年6月23日にバッキンガムシャーのクレイドンで死去、ミドル・クレイドンの教会に埋葬された。息子ラルフが爵位を継承した。
『オックスフォード英国人名事典』の評価するところでは、ヴァーニーはロンドンの商人からトーリー党の政治家への転身に成功したことで、子孫たちが（実業に勤しむ必要なく）裕福な相続人と結婚して領地を購入することができたという。

## 家族
1680年5月27日、ウェストミンスター寺院でエリザベス・パーマー（Elizabeth Palmer、1664年 – 1686年5月20日、ラルフ・パーマーの娘）と結婚、1男3女をもうけた
- エリザベス（1767年没） - 生涯未婚[10]
- メアリー - ジョン・ラヴェット大佐（John Lovett）と結婚、子供あり[10]
- マーガレット（1774年5月17日没） - 1703年2月20日、第3代準男爵サー・トマス・ケイヴ（英語版）と結婚、子供あり[11]
- ラルフ（1683年3月18日洗礼 – 1752年10月4日） - 第2代ファーマナ子爵、初代ヴァーニー伯爵[4]

1692年7月10日、ウェストミンスター寺院でメアリー・ローリー（Mary Lawley、1661年 – 1694年8月24日、第2代準男爵サー・フランシス・ローリーの娘）と再婚、1男をもうけたが、この息子は初代ファーマナ子爵に先立って死去した。
1696年4月8日、ケンジントンでエリザベス・ベイカー（Elizabeth Baker、1678年 – 1736年12月12日、ダニエル・ベイカーの娘）と再婚したが、2人の間に子供はいなかった。